# 舒萊恩 (伊利諾伊州)
舒萊恩（英語：Schuline）是位於美國伊利諾伊州蘭道夫縣的一個非建制地區。該地的面積和人口皆未知。

## 地理
舒萊恩的座標為38°05′22″N 89°46′44″W / 38.08944°N 89.77889°W，而該地的平均海拔高度為168米（即551英尺）。